# Oberuferer Weihnachtsspiel
Das Oberuferer Weihnachtsspiel ist Teil eines Zyklus von Spielen um biblische Ereignisse, sogenannten Mysterienspiele, wie sie im Mittelalter häufig waren. Das Paradeis-Spiel, das Christgeburt-Spiel und das Dreikönig-Spiel wurden in der Mitte des 19. Jahrhunderts von Karl Julius Schröer wiederentdeckt und veröffentlicht. Benannt sind sie nach dem Entdeckungsort „Oberufer“ (slowak. „Prievoz = über das Ufer“, ungar. „Fõrév“), einem bis 1918/20 zu 77 % von Deutschen und zu 18 % von Ungarn besiedelten Dorf an der gleichnamigen Donaufurt/Fährstelle. Die Ortschaft wurde 1946 in die slowakische Stadt Bratislava (Pressburg) eingemeindet.
Der Begründer der Anthroposophie, Rudolf Steiner, gab eine leicht modifizierte Fassung dieser Spiele heraus und regte Aufführungen an. Die Lehrer der ersten Waldorfschule führten die Präsentation für ihre Schüler ein. Sie werden alljährlich in Waldorfeinrichtungen um die Weihnachtszeit von Schülern, Lehrern, Mitarbeitern und manchmal auch Eltern oder mit der jeweiligen Einrichtung verbundenen Menschen aufgeführt. Außerhalb von anthroposophischen oder waldorfpädagogischen Kreisen besitzen die Spiele in der dort aufgeführten Form allerdings kaum Bedeutung.
Heutige Aufführungen halten sich gewöhnlich an den Originaltext, der sehr volksnah geschrieben und in einem der so genannten „donauschwäbischen“ Dialekte in Reimen abgefasst ist. Es wird dabei viel gesungen (solo, aber auch im Chor). Typisch für Schauspiele dieser Art ist, dass auch die ernsthaftere Handlung teilweise mit recht derbem Humor durchsetzt ist. Dazu kommt die volksnahe Verlagerung des biblischen Weihnachtsgeschehens in eine bekannte Umwelt. So beklagen im Christgeburtsspiel die Hirten auf dem Feld sich über die klirrende Kälte, rutschen wiederholt auf dem gefrorenen Boden aus und versuchen, sich gegenseitig ihre Handschuhe zu stibitzen, wobei vernachlässigt wird, dass es an dem originalen Schauplatz der Geschichte, in Palästina, im Winter nur selten friert. 
Dem Spiel vorangestellt ist eine Huldigung an die Obrigkeiten und Autoritäten, an das Publikum und, in scherzhafter Form, auch an die notwendigen Requisiten, wie zum Beispiel den Hut. Dergleichen Huldigungen waren im Mittelalter bei fahrenden Schaustellern ebenso wie bei den Zünften, die solche Spiele aufführten, üblich.